# صابونين

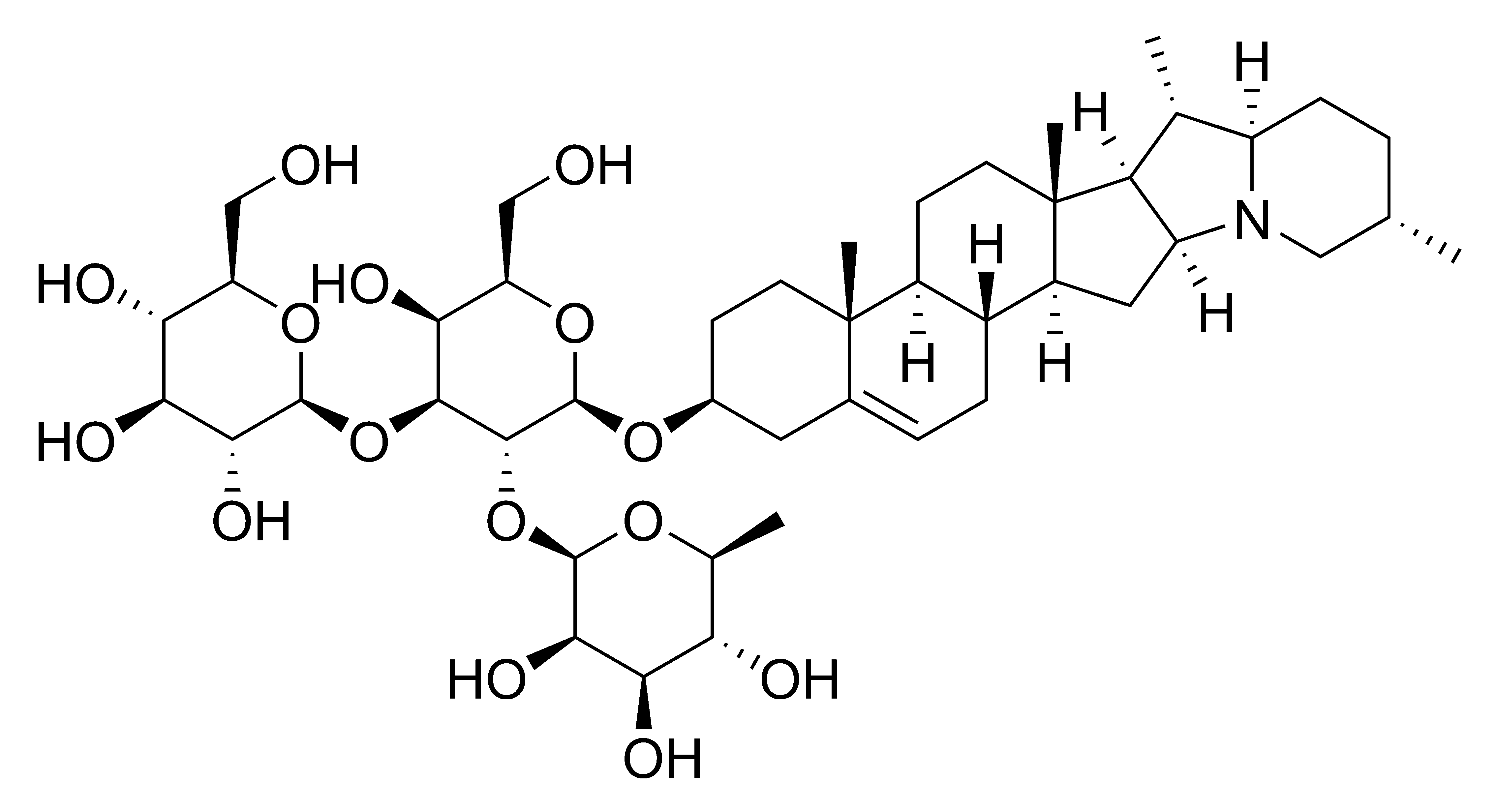
التركيب الكيميائي للصابونين

الصابونين (باللاتينية: Saponin) هي رتبة من المواد الكيميائية وإحدى الأيضات الثانوية (بالإنجليزية: Secondary  metabolites)‏
العديدة التي تنتجها بعض النباتات. هي مواد شبه قلوية أخذ اسمها اللاتيني من جنس (باللاتينية: Saponaria) الذي يتبع الفصيلة القرنفلية. إضافة إلى النباتات، تنتجه بعض الكائنات البحرية.

## سُميَتهُا
بالرغم من أن تلك المواد لا تمتص إلا بنسب ضئيلة جدا في الأنبوب الهضمي البشري وتمر منه من دون أذى يذكر، إلا أنه يجب توخي جانب الحذر منها. وهذه المواد شديدة المرارة وهي تتواجد في كثير من المواد العشبية البقولية كالفول والترمس، إضافة إلى كثير من النباتات السامة مثل خرم الحنطة وزهرة الربيع. يمكن التخلص من الصابونين بسهولة عن طريق نقع البذور وغسلها بالماء الجاري، وكذلك غسل مساحيقها (طحينها) بالماء الجاري. وكذلك تتخرب تلك المواد بالحرارة في أثناء الطهي، ويفضل عندئذ رمي ماء الغلي لمرة واحدة حيث يتم بذلك التخلص من النسبة العظمى لتلك المواد الضارة.
بالرغم من ذلك لا ينصح بتناول كميات كبيرة من تلك النباتات وبذورها المحتوية على مواد الصابونين، ورغم سميتها الضئيلة والمحدودة للإنسان، إلا أنها تعتبر شديدة السمية للأسماك ويستعملها الإنسان في تسمسم الطعم المستخدم لصيدها وتتخرب عند تحضير الأسماك بالقلي والشوي وما إلى ذلك من طرق طهي حرارية.